# Cabo Almi
José Almi Pereira Moura (Jardim Olinda, 17 de dezembro de 1962 — Campo Grande, 24 de maio de 2021), conhecido como Cabo Almi, foi um militar e político brasileiro. Foi deputado estadual de Mato Grosso do Sul pelo Partido dos Trabalhadores (PT).

## Biografia
Natural de Jardim Olinda, José Almi Pereira Moura passou a morar em Mato Grosso do Sul quando ainda era criança, fixando residência no distrito de Lagoa Bonita, em Deodápolis. Em 1982, mudou-se para Campo Grande. Trabalhou como cobrador de ônibus, empacotador e promotor de vendas de indústria de alimentos e ainda se formou como torneiro mecânico pelo Serviço Nacional de Aprendizagem Industrial (SENAI). Em 1988, foi promovido a cabo pela Polícia Militar de Mato Grosso do Sul (PMMS).

## Carreira política
Sua vida pública iniciou-se e foi durante toda a vida feita na militância do Partido dos Trabalhadores (PT).
Em 1996, começou sua carreira política ao ser eleito vereador de Campo Grande e reeleito por três mandatos. Nas eleições de 2010, foi eleito deputado estadual e reeleito por mais dois mandatos, em 2014 e 2018.

### Desempenho eleitoral
| Ano  | Cargo                                   | Partido                   | Votos  | Resultado | Ref.   |
| ---- | --------------------------------------- | ------------------------- | ------ | --------- | ------ |
| 1996 | Vereador de Campo Grande                | Partido dos Trabalhadores | 13.699 | Eleito    | [ 6 ]  |
| 2000 | Vereador de Campo Grande                | Partido dos Trabalhadores | 2.377  | Eleito    | [ 7 ]  |
| 2004 | Vereador de Campo Grande                | Partido dos Trabalhadores | 4.552  | Eleito    | [ 8 ]  |
| 2008 | Vereador de Campo Grande                | Partido dos Trabalhadores | 8.032  | Eleito    | [ 9 ]  |
| 2010 | Deputado estadual de Mato Grosso do Sul | Partido dos Trabalhadores | 20.604 | Eleito    | [ 10 ] |
| 2014 | Deputado estadual de Mato Grosso do Sul | Partido dos Trabalhadores | 21.195 | Eleito    | [ 11 ] |
| 2018 | Deputado estadual de Mato Grosso do Sul | Partido dos Trabalhadores | 21.121 | Eleito    | [ 12 ] |

## Morte
Morreu em Campo Grande, capital do estado de Mato Grosso do Sul, no dia 24 de maio de 2021, aos 58 anos, por complicações da COVID-19. O governador do estado, Reinaldo Azambuja (PSDB) decretou três dias de luto por sua morte. Seu velório e  sepultamento aconteceram no cemitério de Campo Grande "Memorial Park".
Sua morte foi lamentada por meio de nota pela presidente do Partido dos Trabalhadores, Gleisi Hoffmann.